# Cerradomys maracajuensis
Cerradomys maracajuensis es una especie de roedor de la familia Cricetidae.

## Distribución geográfica
Se encuentra en Bolivia Paraguay Perú y Brasil